# Universidad Autónoma Juan Misael Saracho
La Universidad Autónoma Juan Misael Saracho es una universidad pública boliviana. La universidad fue nombrada en honor al periodista y político boliviano Juan Misael Saracho. 
Según el ranking Webometrics Ranking of World Universities de 2021, es considerada la décima mejor universidad de Bolivia.

## Historia
Fue fundada el 6 de junio de 1946 en la ciudad de Tarija. En noviembre de 1946, se aprobó su primer Estatuto Orgánico y la personalidad jurídica le fue otorgada por el Ministerio de Educación, Bellas Artes y Asuntos Indígenas.
Su inserción paulatina al escenario regional, ha consolidado su personalidad institucional con la creación de centros de enseñanza, bibliotecas de consultas, así como la prestación de servicios a la colectividad en el ámbito cultural y social, a través de la imprenta, radio y televisión universitarias.
Desde varias décadas atrás, el crecimiento de la Universidad trascendió los límites de la ciudad capital, abriéndose institutos y carreras profesionales en Yacuiba, Villamontes y Bermejo, atendiendo las necesidades de la educación superior a nivel departamental.

## Organización
La universidad se organiza en torno a 11 facultades académicas.
- Facultad de Ciencias en Tecnología
- Facultad de Ciencias de la Salud
- Facultad Ciencias Agrícolas y Forestales
- Facultad de Ciencias Económicas y Financieras
- Facultad de Medicina
- Facultad de Ciencias Jurídicas y Políticas
- Facultad de Humanidades
- Facultad de Odontología
- Facultad de Ciencias Integradas del Chaco
- Facultad de Ciencias Integradas de Villa Montes
- Facultad de Ciencias Integradas de Bermejo